# Bertel Storskrubb
Alf Bertel „Bebbe“ Storskrubb (* 24. April 1917 in Jakobstad; † 21. April 1996 in Helsinki) war ein finnischer Leichtathlet. Bei einer Körpergröße von 1,70 m betrug sein Wettkampfgewicht 66 kg.
Bertel Storskrubb gewann bei den Europameisterschaften 1946 in Oslo den 400-Meter-Hürdenlauf. Mit 52,2 s stellte er einen neuen finnischen Landesrekord auf und verwies den Schweden Sixten Larsson, der mit 52,4 s ebenfalls Landesrekord lief, auf den zweiten Platz.
Bei den Olympischen Spielen 1948 in London schied Storskrubb mit 53,5 s im Halbfinale aus. Mit der finnischen 4-mal-400-Meter-Staffel belegte Storskrubb im Finale den vierten Platz.
Storskrubb gewann in seiner Karriere insgesamt 24 finnische Meistertitel in der Leichtathletik. Im 200-Meter-Lauf gewann er 1943 und 1944, über 400 Meter 1936 sowie von 1942 bis 1947, über 200 Meter Hürden 1937 bis 1940, 1943, 1946 und 1947 und über 400 Meter Hürden 1937, 1940 und von 1942 bis 1947. Er stellte 15 finnische Landesrekorde auf. 1945 wurde er mit seiner Mannschaft auch finnischer Handballmeister.

## Bestzeiten
- 100 Meter: 11,0 s
- 200 Meter: 22,3 s
- 400 Meter: 48,0 s
- 800 Meter: 1:49,3 min
- 200 Meter Hürden: 24,6 s
- 400 Meter Hürden: 52,2 s